# Fernando García de Hita
Fernando García de Hita (1065-1135) est un seigneur de Hita, Uceda, Guadalajara et Medinaceli ainsi que le fondateur de la Maison de Castro.

## Origines familiales
Sa filiation a été objet de débat entre les historiens et généalogistes de tous temps. Certains soutiennent qu'il était le fils naturel du roi García de Galice, bien qu'il ne se soit jamais autoproclamé filius regis dans la documentation de l'époque. Selon Jaime de Salazar y Acha (es), il était plutôt le fils du comte García Ordóñez (es), lui-même arrière-petit-fils agnatique du roi Ramire III de Léon, et de l'infante Urraca Garcés, fille légitime du roi García IV de Navarre et de la reine Étiennette de Foix, ce qui confirmerait l'ascendance de la maison royale de Navarre que la plupart des historiens attribuent à la Maison de Castro.
Cet auteur avance plusieurs arguments en faveur de cette filiation, jusqu'à même une citation du chroniqueur musulman Ibn Abi Zar dans son œuvre Rawd au-Qirtas : « L'émir Mazdali a entendu dire qu'Ibn al-Zand Garsis (fils du comte García) et seigneur de Guadalajara assiégeait Medinaceli alors il est allé à son encontre. », or il est documenté que Fernando Garcia était le seigneur de cette ville entre 1107 et 1110. En 1119, il reçoit Uceda et Hita de la reine Urraca Ire de León.
Un autre argument en faveur de cette filiation est le fait qu'il avait un frère, qui aurait été un fils illégitime, appelé Fernando García el Menor (le Mineur) qui apparaît dans les archives avec le surnom « Pellica » qui semble signifier « bâtard », dérivé de « pellicatus », c'est-à-dire adultère. Selon Salazar y Acha, c'était une coutume typique de la dynastie de Pampelune (Navarre) de donner le même nom à deux frères, l'un légitime et l'autre bâtard, ce qui renforce encore son hypothèse sur la filiation de Fernando García de Hita.

## Mariages et descendance
Fernando García de Hita s'est marié en premières noces avec Trigidia Fernández, morte après 1096 date à laquelle il fait une donation au monastère de Sahagún, et qui était, selon l'hypothèse de Salazar et Acha, la fille du comte Fernando González et Trigida Gutiérrez, cette dernière fille du comte Gutierre Alfonso et de la comtesse Goto. De ce mariage sont nés :
- Gutierre Fernández de Castro (es), qui a contracté un mariage avec Toda Díaz, fille de Diego Sánchez et Enderquina Álvarez.[2] Il n'y aucune descendance de cette union et leurs biens furent transmis aux neveux de Gutierre, les fils de son frère Rodrigo.
- Rodrigo Fernández de Castro, mort vers 1142, marié avec Eylo Álvarez, fille de Álvar Fáñez (es) et de la comtesse Mayor Pérez (es) dont descendance.[3]

Le 12 novembre 1119, il offre des terres en cadeau de mariage à sa nouvelle épouse Estefanía Armengol (es), morte après 1143 et fondatrice du Monastère de Sainte María de Valbuena, fille des comtes Ermengol V d'Urgel et María Pérez (es). Fernando García explique cette donation parce qu'il avait acquis des propriétés avec sa première femme. Les enfants de son premier mariage avaient droit à la moitié des terres et, par conséquent, il a donné l'autre moitié à sa femme Estefanía. Après être devenue veuve, Estefanía s'est remariée avec le comte Rodrigo González de Lara (es). Fernando et Estefanía ont eu plusieurs enfants :
- Urraca Fernández de Castro, mariée avec le comte Rodrigo Martínez (es), sans succession. Elle était l'amante du roi Alfonso VII de León avec qui elle a eu une fille, l'infante Estefanía Alfonso la Desdichada (es).[4]
- Martín Fernández de Hita marié avec Elvira, dont descendance. Comme son père, il était magistrat de Hita et a participé à la conquête d'Almería.[4]
- Pedro Fernández de Castro «Potestad», tout premier Maître de l'Ordre de Saint-Jacques de l'Épée (Ordre de Santiago). Marié avec María Pérez de Lara, fille du comte Pedro González de Lara (es) et de la comtesse Ava (veuve du comte García Ordóñez (es)).[5]
- Sancha Fernández

La médiévaliste Margarita Torres suggère qu'il était peut-être le père d'un Fernando Fernández qui aurait aussi exercé la charge de magistrat de Hita.